# Jozef Beekman
Jozef Beekman is een vast personage uit de boeken van Pieter Aspe. Hij werkt bij het parket van Brugge en oefent daar de functie van procureur uit.

## Karakter
Beekman is een toonbeeld van menselijkheid. Hij is streng maar rechtvaardig en knijpt vaak een oogje dicht als het op Van Ins onorthodoxe werkmethodes aankomt. Hij heeft een zwak voor Hannelore Martens en heeft een tijdje geprobeerd haar te versieren, maar dit is mislukt. Verder is Jozef Beekman dol op alles wat met klassieke muziek te maken heeft.